# Fenyvesi Gabriella Rea
Fenyvesi Gabriella Rea (Miskolc, 1999. március 20. –) Junior Príma díjas operaénekes, szoprán.

## Életpályája
Tanulmányait Miskolcon kezdte az Egressy Béni Zeneiskolában, Simon Istvánné Balogh Emese növendékeként. 18 évesen nyert felvételt a Liszt Ferenc Zeneművészeti Egyetem klasszikus ének szakára, ahol Meláth Andrea és Szabó Ferenc János voltak a mesterei. 2020-ban oratórium és dalének mesterszakon folytatta tanulmányait, ahol 2022-ben szerzett kitüntetéses diplomát. 2022-2023-ban pedig elvégezte az operaének mesterképzést Almási-Tóth András és Sándor Szabolcs vezetésével. Tanára volt többek között Harazdy Miklós, Alter Katalin, Molnár Piroska, Szinetár Miklós, Varga Bence.
2023-ban elnyerte a Weingarten ösztöndíjat, amelynek köszönhetően fél évig tanult a birminghami Royal Birmingham Conservatoire-n, Anne Dawson brit szoprán növendékeként.
2019 óta állandó szólistája a Magyar Állami Operaháznak.
Fellépett többek között a Müpában, a Zeneakadémián, az Erkel Színházban, a Vigadóban, A Magyar Zene Házában, a Duna Palotában és az Óbudai Társaskörben.
2024-ben Fischer Annie ösztöndíjban részesült. 
2025 januárjában beugrással énekelte Musetta szerepét a Bohéméletben.
2025-ben elnyerte a Junior Príma díjat.

## Szerepei
- Daniel Auber: Fra Diavolo – Zerlina
- Mozart: A varázsfuvola: Pamina
- Mozart: A varázsfuvola – Papagena
- Mozart: A varázsfuvola – első hölgy
- Mozart: Az álruhás kertészlány – Serpetta
- Mozart: Az álruhás kertészlány – Sandrina
- Mozart: Figaro házassága – Barbarina
- Mozart: Szöktetés a szerájból – Constanze
- Joseph Haydn: A lakatlan sziget – Constanza
- Georges Bizet: Carmen – Mercedes
- Kodály Zoltán: Székely fonó – leány
- Leona (ősbemutató) – Leona
- Gyöngyösi Levente: Mester és Margarita – Lucrezia Borgia/fiatal nő a Varieté színház közönségéből
- Benjamin Britten: Szentivánéji álom – Moth/Peaseblossom
- Gluck: Iphigénia Tauriszban – Diana
- Giuseppe Verdi: Don Carlos – mennyei hang
- Giuseppe Verdi: Rigoletto – Ceprano grófné
- Giacomo Puccini: A köpeny – szerelmes lány
- Giacomo Puccini: Gianni Schicchi: Lauretta
- Kacsóh Pongrác: János vitéz – francia királylány
- Kálmán Imre: Csárdáskirálynő – Szilvia